# Interstate 26
Pour les articles homonymes, voir I26 et Route 26.
L'Interstate 26 (I-26) est une autoroute du sud-est des États-Unis. Ayant une orientation nord-ouest / sud-est, elle débute à la jonction des routes US 11W et US 23 à Kingsport, Tennessee, jusqu'à Charleston, Caroline du Sud. La section comprise entre Mars Hill et l'I-240 à Asheville, Caroline du Nord, a des indications comme FUTURE I-26 car elle ne rencontre pas tous les standards des autoroutes. À partir de Kingsport, la US 23 continue jusqu'à Portsmouth, Ohio et Columbus. L'I-26 fait partie, avec l'I-75, la US 23 et la SR 15 d'un corridor reliant les Grands Lacs à l'Océan Atlantique. Il n'existe toutefois pas de plans pour prolonger l'I-26 au nord de Kingsport.

## Description du tracé
L'I-26 est une autoroute diagonale d'orientation nord-ouest / sud-est. Au nord d'Asheville, c'est plutôt sur un axe nord / sud que l'autoroute s'oriente. Alors qu'elle croise la French Broad River à Asheville, l'autoroute se dirige en sens opposé à ses indications (l'I-26 ouest se dirige vers l'est). C'est dû au fait que l'I-26 forme, à cet endroit, un multiplex avec l'I-240. L'I-240 est et l'I-26 ouest sont alors la même route.
L'I-26 a certains panneaux avec une signalisation "FUTURE" au-dessus entre Asheville et Mars Hill, en Caroline du Nord, car l'ancienne US 23 ne rencontre pas encore l'ensemble des standards autoroutiers. Les accotements demeurent inexistants ou trop petits dans certaines portions de la route. Une reconstruction est prévue à Asheville pour éviter certains échangeurs étroits.

### Tennessee

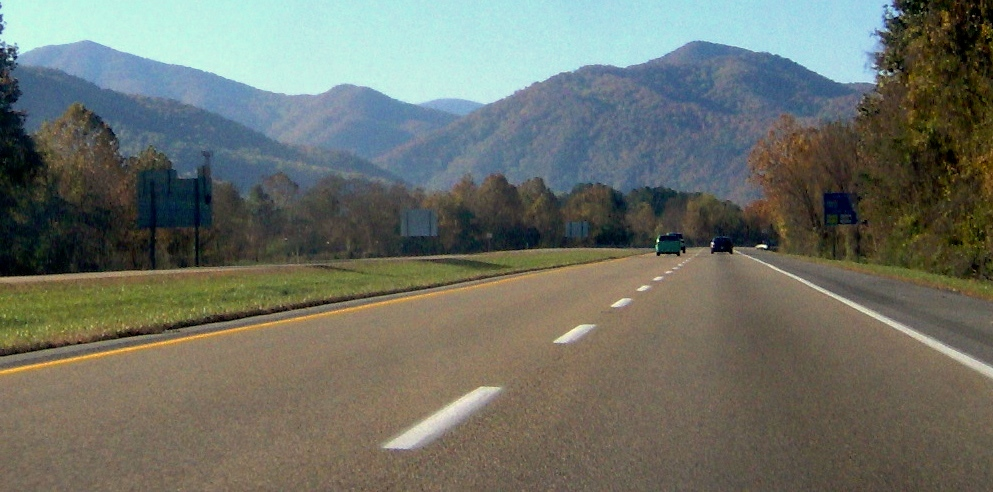
L'I-26 approchant les Bald Mountains près d'Erwin.

Les numéros de sortie dans le Tennessee étaient, à l'origine, numérotés à l'envers; débutant à l'est pour augmenter vers l'ouest car l'autoroute était, à l'origine, une autoroute sud / nord (US 23 puis I-181. C'est en mars 2007 que les numéros de sortie ont été changés pour être constants avec les autres autoroutes inter-États.
Pour l'ensemble du parcours dans le Tennessee, l'I-26 partage la route avec la US 23. La route est nommée James H. Quillen Parkway, d'après Jimmy Quillen, un ancien représentant du Tennessee à la Chambre des Représentants.
Dans le Tennessee, la US 23 débute à la frontière avec la Virginie pour atteindre Kingsport, tout près. L'I-26 débute à la jonction de la US 23 avec la US 11W au nord-ouest de la ville. Plus loin, l'I-26 croise la South Fork Holston River avant de suivre un tracé vers le sud-est à travers le comté de Sullivan. Elle atteint un échangeur avec l'I-81 au sud-ouest de Colonial Heights.
Peu après avoir entré dans le comté de Washington, elle sert de route de transit locale autour de Johnson City. Après cette ville, elle commence à parcourir des terrains plus montagneux vers le sud. Elle passe ensuite dans la Cherokee National Forest. À partir de ce point, elle traverse les Blue Ridge Mountains.
Le reste de l'I-26 dans le Tennessee passe à travers une zone faiblement peuplée avec des élévations dépassant les 500 mètres pour franchir la limite de la Caroline du Nord.

### Caroline du Nord

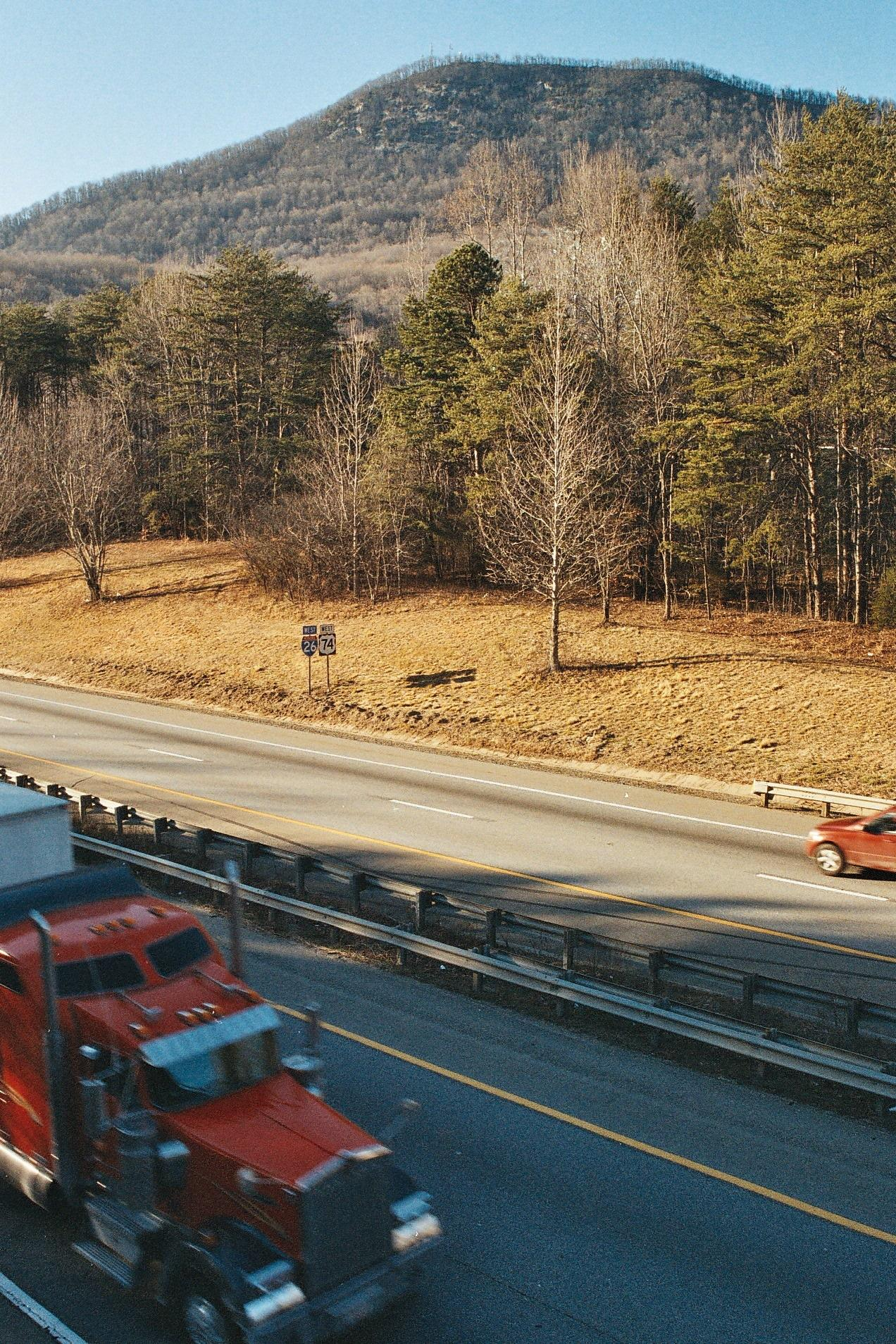
L'I-26 et US 74 dans le comté de Polk County, NC.

L'I-26 est considérée comme une autoroute panoramique en Caroline du Nord entre la frontière avec le Tennessee et la sortie 9 pour la US 19 / US 23. À la frontière, le sentier des Appalaches passe sous l'I-26. Les voyageurs en direction nord aperçoivent la Blue Ridge Parkway.
Alors que l'I-26 traverse la frontière entre le Tennessee et la Caroline du Nord, elle parcourt une zone rurale constituée de hautes montagnes. Elle atteint 1 150 mètres (3 760 pieds) à Sam's Gap.
L'autoroute commence à descendre vers Mars Hill, vers le sud. À partir de cette ville, jusqu'à Asheville, l'I-26 ne rencontre pas tous les standards autoroutiers. Elle contourne le nord et l'ouest d'Asheville et y forme un multiplex avec l'I-240. L'I-26 a un échangeur important avec l'I-40 à Asheville.
Après avoir passé la ville d'Asheville, le relief s'aplatit substantiellement. L'I-26 arrive au pied des Blue Ridge Mountains en se dirigeant vers la Caroline du Sud.

### Caroline du Sud
La première ville importante que l'I-26 croise en Caroline du Sud est Spartanburg. Elle y croise l'I-85 et son corridor, lequel comporte un nombre significatif d'entreprises internationales. Cette région métropolitaine se termine et le relief redevient quelque peu montagneux. La prochaine ville importante que l'I-26 croisera est Newberry. L'I-26 poursuit son parcours jusqu'à un échangeur avec l'I-20. Au-delà de celle-ci, l'I-26 rencontre la région métropolitaine de Columbia. Elle contourne alors la ville de Columbia par le sud-ouest pour croiser l'I-77 à Cayce. Après avoir repris son tracé vers le sud-est, l'I-26 arrive à Orangeburg, la dernière ville importante avant d'atteindre Charleston. Un peu après cette ville, l'I-26 croise l'I-95 et entame les derniers kilomètres avant son terminus est. Elle entre à Charleston par le nord et s'y termine, tout près du centre-ville.
L'I-26 constitue une route d'évacuation en cas d'ouragan en Caroline du Sud. Entre l'I-526 à Charleston et l'I-77 à Columbia, l'ensemble des voies est alors ouvert en direction ouest, permettant d'évacuer rapidement les alentours de la ville.

## Liste des sorties

### Tennessee
| Interstate 26           |              |       |       |        |                                                                     | |
| Comté                   | Municipalité | mi    | km    | Sortie | Intersections / Destinations                                        | Notes |
| Sullivan                | Kingsport    | 0,00  | 0,00  | 1      | US 11W (West Stone Drive)                                           | Terminus ouest de l'I-26; terminus ouest du multiplex avec US 23; la route se poursuit au-delà comme US 23 |
| Sullivan                | Kingsport    | 3,50  | 5,60  | 3      | Meadowview Parkway                                                  | |
| Sullivan                | Kingsport    | 4,00  | 6,40  | 4      | SR 93 (en) (John B. Dennis Highway) vers SR 126 (en) (Wilcox Drive) | Indiqué sortie 4A (sud) et 4B (nord) en direction est                                                      |
| Sullivan                | Kingsport    | 6,30  | 10,10 | 6      | SR 347 (en) (Rock Springs Road)                                     | |
| Sullivan                | Kingsport    | 8,50  | 13,70 | 8      | I-81 – Knoxville, Bristol                                           | Indiqué sortie 8A (sud) et 8B (nord)                                                                       |
| Sullivan                | Kingsport    | 9,90  | 15,90 | 10     | Eastern Star Road                                                   | |
| Washington              | Gray         | 13,10 | 21,10 | 13     | SR 75 (en) (Suncrest Drive, Bobby Hicks Highway) – Gray             | |
| Washington              | Johnson City | 16,70 | 26,90 | 17     | SR 354 (en) (Boones Creek Road) – Jonesborough                      | |
| Washington              | Johnson City | 19,00 | 30,60 | 19     | SR 381 (en) (North State of Franklin Road) – Bristol                | |
| Washington              | Johnson City | 20,20 | 32,50 | 20     | US 11E / US 19W nord (North Roan Street)                            | Terminus ouest du multiplex avec US 19W (indiqué sortie 20A (sud) et 20B (nord) en direction ouest         |
| Washington              | Johnson City | 22,30 | 35,90 | 22     | SR 400 (en) (Unaka Avenue, Watauga Avenue)                          | |
| Washington              | Johnson City | 23,00 | 37,00 | 23     | SR 91 (en) (Market Street, Main Street)                             | |
| Washington              | Johnson City | 23,80 | 38,30 | 24     | US 321 / SR 67 (en) – Elizabethton                                  | |
| Carter                  | Johnson City | 27,00 | 43,50 | 27     | SR 359 (en) nord (Okolona Road) – Milligan College, Unicoi          | |
| Unicoi                  | Unicoi       | 31,80 | 51,20 | 32     | SR 173 (en) est (Unicoi Road) – Unicoi                              | |
| Unicoi                  | Unicoi       | 33,70 | 54,20 | 34     | Tinker Road – Unicoi                                                | |
| Unicoi                  | Erwin        | 35,70 | 57,50 | 36     | Harris Hollow Road vers SR 107 (en) (North Main Avenue) – Erwin     | |
| Unicoi                  | Erwin        | 37,20 | 59,90 | 37     | SR 81 (en) nord / SR 107 (en) – Erwin, Jonesborough, Greeneville    | |
| Unicoi                  | Erwin        | 39,80 | 64,10 | 40     | Jackson-Love Highway – Erwin                                        | |
| Unicoi                  | Temple Hill  | 43,50 | 70,00 | 43     | US 19W sud (Temple Hill Road) vers SR 352 (en)                      | Terminus est du multiplex avec US 19W                                                                      |
| Unicoi                  |              | 46,30 | 74,50 | 46     | Clear Branch Road – Centre d'accueil du TN                          | |
| Unicoi                  |              | 49,90 | 80,30 | 50     | Flag Pond Road – Flag Pond                                          | |
| Unicoi                  |              | 54,40 | 87,50 |        | I-26 est / US 23 sud – Asheville                                    | Continue en Caroline du Nord                                                                               |
| - Terminus de multiplex |              |       |       |        |                                                                     | |

### Caroline du Nord
| Interstate 26                                                                |                                           |                                           |             |        |                                                                          | |
| Comté                                                                        | Municipalité                              | mi                                        | km          | Sortie | Intersections / Destinations                                             | Notes |
| Madison                                                                      |                                           | 0,00                                      | 0,00        |        | I-26 ouest / US 23 nord – Johnson City                                   | Continue au Tennessee                                                                                           |
| Madison                                                                      |                                           | 3,40                                      | 5,50        | 3      | US 23A sud – Wolf Laurel                                                 | |
| Madison                                                                      |                                           | 9,00                                      | 14,50       | 9      | US 19 nord / US 23A nord – Burnsville, Spruce Pine                       | Terminus ouest du multiplex avec US 19                                                                          |
| Madison                                                                      | Mars Hill                                 | 10,90                                     | 17,50       | 11     | NC 213 (en) – Mars Hill, Marshall                                        | |
| Buncombe                                                                     |                                           | 13,20                                     | 21,20       | 13     | Forks of Ivy                                                             | |
| Buncombe                                                                     | Transition de route de I-26 à Future I-26 | 13,20                                     | 21,20       |        |                                                                          | |
| Buncombe                                                                     | Flat Creek                                |                                           |             | 15     | NC 197 (en) – Jupiter, Barnardsville                                     | Échangeurs existants de US 19 / US 23 (mise à niveau aux standards autoroutiers)                                |
| Buncombe                                                                     | Stocksville                               |                                           |             | 17     | Flat Creek                                                               | Échangeurs existants de US 19 / US 23 (mise à niveau aux standards autoroutiers)                                |
| Buncombe                                                                     | Weaverville                               |                                           |             | 18     | US 19 Bus. sud / Monticello Road – Weaverville                           | Échangeurs existants de US 19 / US 23 (mise à niveau aux standards autoroutiers)                                |
| Buncombe                                                                     | Weaverville                               |                                           |             | 19     | US 25 nord / US 70 ouest – Marshall,Weaverville                          | Échangeurs existants de US 19 / US 23 (mise à niveau aux standards autoroutiers)                                |
| Buncombe                                                                     | Weaverville                               |                                           |             | 21     | New Stock Road – Weaverville                                             | Échangeurs existants de US 19 / US 23 (mise à niveau aux standards autoroutiers)                                |
| Buncombe                                                                     | Woodfin                                   |                                           |             | 23     | US 25 sud / US 19 Bus. nord (Merrimon Avenue) – Woodfin, North Asheville | Échangeurs existants de US 19 / US 23 (mise à niveau aux standards autoroutiers)                                |
| Buncombe                                                                     | Woodfin                                   |                                           |             | 24     | Elk Mountain Road – Woodfin                                              | Échangeurs existants de US 19 / US 23 (mise à niveau aux standards autoroutiers)                                |
| Buncombe                                                                     | Asheville                                 |                                           |             | 25     | NC 251 (en) – Université de Caroline du Nord à Asheville                 | Échangeurs existants de US 19 / US 23 (mise à niveau aux standards autoroutiers)                                |
| Buncombe                                                                     | Asheville                                 |                                           | Hill Street |        |                                                                          | Échangeurs existants de US 19 / US 23 (mise à niveau aux standards autoroutiers)                                |
| Buncombe                                                                     | Asheville                                 |                                           |             |        | I-240 / US 70 / US 74A est / Patton Avenue                               | Échangeurs et numéros de sortie existants de l'I-240 (réalignement et mise à niveau aux standards autoroutiers) |
| Buncombe                                                                     | Asheville                                 |                                           |             | 3B     | Westgate / Resort Drive                                                  | Échangeurs et numéros de sortie existants de l'I-240 (réalignement et mise à niveau aux standards autoroutiers) |
| Buncombe                                                                     | Asheville                                 |                                           |             | 3A     | US 19 / US 23 sud / US 74A ouest (Patton Avenue)                         | Échangeurs et numéros de sortie existants de l'I-240 (réalignement et mise à niveau aux standards autoroutiers) |
| Buncombe                                                                     | Asheville                                 |                                           |             | 2      | US 19 Bus. / US 23 Bus. sud (Haywood Street) – West Asheville            | Échangeurs et numéros de sortie existants de l'I-240 (réalignement et mise à niveau aux standards autoroutiers) |
| Buncombe                                                                     | Asheville                                 |                                           |             | 1C     | Amboy Road                                                               | Échangeurs et numéros de sortie existants de l'I-240 (réalignement et mise à niveau aux standards autoroutiers) |
| Buncombe                                                                     | Asheville                                 |                                           |             | 1B     | NC 191 (en) (Brevard Road) vers I-40                                     | Échangeurs et numéros de sortie existants de l'I-240 (réalignement et mise à niveau aux standards autoroutiers) |
| Buncombe                                                                     | Asheville                                 | Transition de route de Future I-26 à I-26 |             |        |                                                                          | |
| Buncombe                                                                     | Asheville                                 | 31,40                                     | 50,50       | 31B    | I-40 ouest / US 74 ouest – Canton, Knoxville                             | Terminus est du multiplex avec I-240 / US 74                                                                    |
| Buncombe                                                                     | Asheville                                 | 31,90                                     | 51,30       | 31A    | I-40 est – Hickory, Biltmore Estate                                      | Sortie direction ouest, entrée direction est                                                                    |
| Buncombe                                                                     | Asheville                                 | 33,00                                     | 53,10       | 33     | NC 191 (en) / Blue Ridge Parkway                                         | |
| Buncombe                                                                     |                                           |                                           |             | 35     | Frederick Law Olmsted Way est                                            | Échangeur en construction                                                                                       |
| Buncombe                                                                     |                                           | 37,70                                     | 60,70       | 37     | NC 146 (en) / Long Shoals Road – Skyland                                 | |
| Buncombe                                                                     | Arden                                     | 40,80                                     | 65,70       | 40     | NC 280 (en) – Aéroport régional d'Asheville, Arden, Brevard              | |
| Henderson                                                                    | Fletcher                                  | 44,10                                     | 71,00       | 44     | US 25 nord / US 25 Bus. sud – Fletcher, Mountain Home                    | Terminus ouest du multiplex avec US 25                                                                          |
| Henderson                                                                    | Hendersonville                            | 49,90                                     | 80,30       | 49     | US 64 – Hendersonville, Bat Cave                                         | Indiqué sortie n49A (est) et 49B (ouest)                                                                        |
| Henderson                                                                    | Hendersonville                            | 53,40                                     | 85,90       | 53     | Upward Road – Hendersonville                                             | |
| Henderson                                                                    |                                           | 54,40                                     | 87,50       | 54     | US 25 sud vers US 176 / NC 225 (en) – Greenville                         | Terminus est du multiplex avec US 25                                                                            |
| Polk                                                                         | Saluda                                    | 59,60                                     | 95,90       | 59     | Holbert Cove Road                                                        | |
| Polk                                                                         | Columbus                                  | 66,60                                     | 107,20      | 66     | US 74 est – Forest City, Shelby                                          | Sortie direction ouest seulement                                                                                |
| Polk                                                                         | Columbus                                  | 67,10                                     | 108,00      | 67     | US 74 est / NC 108 (en) – Columbus, Rutherfordton, Tryon                 | Terminus est du multiplex avec US 74                                                                            |
| Polk                                                                         |                                           | 71,40                                     | 114,90      |        | I-26 est – Spartanburg                                                   | Continue en Caroline du Sud                                                                                     |
| - Terminus de multiplex - Accès incomplet - Transition de route - Non-ouvert |                                           |                                           |             |        |                                                                          | |

### Caroline du Sud
| Interstate 26                                          |                  |        |        |        |                                                                      | |
| Comté                                                  | Municipalité     | mi     | km     | Sortie | Intersections / Destinations                                         | Notes |
| Spartanburg                                            |                  | 0,00   | 0,00   |        | I-26 ouest – Hendersonville, Asheville                               | Continue en Caroline du Nord |
| Spartanburg                                            | Landrum          | 0,90   | 1,40   | 1      | SC 14 (en) est – Landrum                                             | |
| Spartanburg                                            |                  | 5,30   | 8,50   | 5      | SC 11 (en) (Cherokee Foothills Scenic Highway) – Campobello, Chesnee | |
| Spartanburg                                            |                  | 10,00  | 16,10  | 10     | SC 292 (en) est – Inman                                              | |
| Spartanburg                                            |                  | 14,00  | 22,50  | 15     | US 176 – Inman, Spartanburg                                          | |
| Spartanburg                                            |                  | 15,40  | 24,80  | 16     | John Dodd Road – Wellford                                            | |
| Spartanburg                                            | Southern Shops   | 16,70  | 26,90  | 17     | New Cut Road                                                         | |
| Spartanburg                                            | Southern Shops   | 17,80  | 28,60  | 18     | I-85 – Greenville, Charlotte                                         | Indiqué sortie 18A (sud) et 18B (nord); sortie 70 de l'I-85 |
| Spartanburg                                            | Southern Shops   | 18,60  | 29,90  | 19     | I-85 BL – Greenville, Spartanburg                                    | Indiqué sortie 19A (sud) et 19B (nord); |
| Spartanburg                                            | Spartanburg      | 21,00  | 33,80  | 21     | US 29 – Greer, Spartanburg                                           | Indiqué sortie 21A (sud) et 21B (nord); |
| Spartanburg                                            | Spartanburg      | 22,00  | 35,40  | 22     | SC 296 (en) (Reidville Road) – Spartanburg, Reidville                | |
| Spartanburg                                            | Moore            | 28,10  | 45,20  | 28     | US 221 – Spartanburg, Moore, Woodruff                                | |
| Spartanburg                                            |                  | 34,50  | 55,50  | 35     | Walnut Grove Road – Woodruff                                         | |
| Spartanburg                                            |                  | 38,00  | 61,20  | 38     | SC 146 (en) – Cross Anchor, Woodruff                                 | |
| Spartanburg                                            |                  | 40,60  | 65,30  | 41     | SC 92 (en) – Enoree, Cross Anchor                                    | |
| Spartanburg                                            |                  | 44,10  | 71,00  | 44     | SC 49 (en) – Laurens, Cross Anchor, Union                            | |
| Laurens                                                | Clinton          | 51,80  | 83,40  | 51     | I-385 nord – Laurens, Greenville                                     | Sortie direction ouest, entrée direction est |
| Laurens                                                | Clinton          | 52,50  | 84,50  | 52     | SC 56 (en) – Clinton, Cross Anchor                                   | |
| Laurens                                                | Clinton          | 53,60  | 86,30  | 54     | SC 72 (en) – Clinton, Whitmire                                       | |
| Laurens                                                |                  | 59,70  | 96,10  | 60     | SC 66 (en) (Whitmire Highway) – Joanna, Whitmire                     | |
| Newberry                                               |                  | 66,20  | 106,50 | 66     | Road 32 – Jalapa                                                     | |
| Newberry                                               |                  | 71,50  | 115,10 | 72     | SC 121 (en) – Newberry, Whitmire, Union                              | |
| Newberry                                               | Newberry         | 74,00  | 119,10 | 74     | SC 34 (en) – Newberry, Winnsboro                                     | |
| Newberry                                               | Newberry         | 76,00  | 122,30 | 76     | SC 219 (en) – Newberry, Pomaria                                      | |
| Newberry                                               |                  | 82,20  | 132,30 | 82     | SC 773 (en) – Prosperity, Pomaria                                    | |
| Newberry                                               |                  | 85,20  | 137,10 | 85     | SC 202 (en) – Pomaria, Little Mountain                               | |
| Lexington                                              | Chapin           | 91,20  | 146,80 | 91     | Columbia Avenue – Chapin                                             | |
| Richland                                               |                  | 96,50  | 155,30 | 97     | US 176 – Ballentine, White Rock, Peak                                | |
| Richland                                               | Irmo             | 101,40 | 163,20 | 101    | US 76 ouest / US 176 (Broad River Road) – Ballentine, White Rock     | Terminus ouest du multiplex avec US 76; indiqué sortie 101A (ouest) et 101B (est) |
| Richland                                               | Irmo             | 102,20 | 164,50 | 102    | SC 60 (en) (Lake Murray Boulevard) – Ballentine, White Rock          | Indiqué sortie 102A (ouest) et 102B (est) |
| Richland                                               | Columbia         | 103,40 | 166,40 | 103    | Harbison Boulevard                                                   | |
| Lexington                                              | Seven Oaks       | 104,30 | 167,90 | 104    | Piney Grove Road                                                     | |
| Lexington                                              | Seven Oaks       | 106,40 | 171,20 | 106    | St. Andrews Road                                                     | |
| Richland                                               | Saint Andrews    | 107,10 | 172,40 | 107    | I-20 – Augusta, Florence                                             | Indiqué sortie 107A (ouest) et 107B (est); sortie 64A-B de l'I-20 |
| Richland                                               | Columbia         | 107,60 | 173,20 | 108A   | Bush River Road                                                      | |
| Richland                                               | Columbia         | 107,80 | 173,50 | 108B   | I-126 est / US 76 est – Centre-ville                                 | Terminus est du multiplex avec US 76 |
| Lexington                                              | West Columbia    | 109,70 | 176,50 | 110    | US 378 – Lexington, West Columbia                                    | |
| Lexington                                              | West Columbia    | 111,30 | 179,10 | 111    | US 1 vers SC 12 (en) – Lexington, West Columbia                      | Indiqué sortie 111A (sud) et 111B (nord) |
| Lexington                                              | Cayce            | 113,20 | 182,20 | 113    | SC 302 (en) – Aéroport de Columbia, Cayce                            | |
| Lexington                                              | Cayce            | 115,10 | 185,20 | 115    | US 21 / US 176 / US 321 – Gaston, Cayce                              | |
| Lexington                                              | Cayce            | 115,60 | 186,00 | 116    | I-77 nord – Charlotte                                                | Terminus sud de l'I-77; sortie 1 de l'I-77 |
| Lexington                                              |                  | 119,50 | 192,30 | 119    | US 21 / US 176 – Saint Matthews, Dixiana                             | |
| Calhoun                                                |                  | 124,60 | 200,50 | 125    | Old Sandy Run Road – Gaston                                          | |
| Lexington                                              |                  | 128,70 | 207,10 | 129    | US 21                                                                | |
| Calhoun                                                |                  | 136,30 | 219,40 | 136    | SC 6 (en) – North, Saint Matthews, Swansea                           | |
| Calhoun                                                |                  | 139,30 | 224,20 | 139    | Burke Road – Saint Matthews                                          | |
| Orangeburg                                             |                  | 145,30 | 233,80 | 145    | US 601 – Orangeburg, Saint Matthews                                  | |
| Orangeburg                                             |                  | 148,50 | 239,00 | 149    | SC 33 (en) – Orangeburg, Cameron                                     | |
| Orangeburg                                             |                  | 154,20 | 248,20 | 154    | US 301 – Orangeburg, Santee                                          | Indiqué sortie 154A (sud) et 154B (nord) |
| Orangeburg                                             |                  | 159,00 | 255,90 | 159    | Homestead Road – Bowman                                              | |
| Orangeburg                                             |                  | 164,70 | 265,10 | 165    | SC 210 (en) – Bowman, Vance                                          | |
| Orangeburg                                             |                  | 168,50 | 271,20 | 169    | I-95 – Savannah, Florence                                            | Indiqué sortie 169A (sud) et 169B (nord); sortie 86A-B de l'I-95 |
| Dorchester                                             |                  | 171,50 | 276,00 | 172    | US 15 – Saint George, Santee, Holly Hill                             | Indiqué sortie 172A (sud) et 172B (nord) |
| Dorchester                                             |                  | 177,00 | 284,90 | 177    | SC 453 (en) – Harleyville, Holly Hill                                | |
| Dorchester                                             |                  | 187,40 | 301,60 | 187    | SC 27 (en) – Ridgeville, Saint George                                | |
| Berkeley                                               |                  | 189,20 | 304,50 | 189    | Volvo Car Drive                                                      | Accès à l'usine Volvo |
| Berkeley                                               |                  | 194,40 | 312,90 | 194    | Jedburg Road – Jedburg, Pinopolis                                    | Indiqué sortie 194A (sud) et 194B (nord) en direction ouest |
| Berkeley                                               | Summerville      | 197,50 | 317,80 | 197    | Nexton Parkway                                                       | Indiqué sortie 197A (sud) et 197B (nord) en direction ouest |
| Berkeley                                               | Summerville      | 199,00 | 320,30 | 199    | US 17 Alt. – Summerville, Moncks Corner                              | Indiqué sortie 199A (sud) et 199B (nord) |
| Berkeley                                               | Ladson           | 203,20 | 327,00 | 203    | College Park Road – Ladson                                           | |
| Charleston                                             | North Charleston | 205,00 | 329,90 | 205    | US 78 vers US 52 – Goose Creek, Ladson                               | Indiqué sortie 205A (ouest) et 205B (est) |
| Charleston                                             | North Charleston |        |        |        | Weber Boulevard                                                      | Échangeur proposé |
| Charleston                                             | North Charleston | 208,10 | 334,90 | 209A   | US 52 Conn. nord vers US 52 / US 78 – Goose Creek, Moncks Corner     | Sortie direction ouest, entrée direction est |
| Charleston                                             | North Charleston | 208,60 | 335,70 | 209B   | Ashley Phosphate Road                                                | Indiqué sortie 209 en direction est |
| Charleston                                             | North Charleston | 211,10 | 339,70 | 211A   | Aviation Avenue – Charleston AFB                                     | |
| Charleston                                             | North Charleston | 211,60 | 340,50 | 211B   | Remount Road – Hanahan                                               | |
| Charleston                                             | North Charleston | 212,60 | 342,10 | 212    | I-526 – Savannah, Mount Pleasant                                     | Indiqué sortie 212B (ouest) et 212C (est) |
| Charleston                                             | North Charleston | 213,50 | 343,60 | 213    | Montague Avenue / Tanger Outlet Boulevard / Mall Drive               | Indiqué sortie 213A (Montague Avenue ouest, Tanger Boulevard) et 213B (Montague Boulevard est) en direction est; Tanger Boulevard depuis et vers I-26 est; Mall Drive depuis et vers I-26 ouest |
| Charleston                                             | North Charleston | 215,50 | 346,80 | 215    | SC 642 (en) (Dorchester Road)                                        | |
| Charleston                                             | North Charleston | 216,30 | 348,10 | 216    | SC 7 (en) (Cosgrove Avenue)                                          | Indiqué sortie 216A (sud) et 216B (nord) |
| Charleston                                             | Charleston       | 217,30 | 349,70 | 217    | US 52 (North Meeting Street) / Port Access Road / Bainbridge Avenue  | |
| Charleston                                             | Charleston       | 219,00 | 352,40 | 219A   | Rutledge Avenue – The Citadel                                        | Sortie direction est, entrée direction ouest |
| Charleston                                             | Charleston       | 219,30 | 352,90 | 219B   | Morrison Drive / East Bay Street                                     | Sortie direction est, entrée direction ouest |
| Charleston                                             | Charleston       | 220,20 | 354,40 | 220A   | Romney Street                                                        | Sortie direction ouest seulement |
| Charleston                                             | Charleston       | 220,30 | 354,50 | 220B   | US 17 nord – Mount Pleasant, Georgetown                              | Terminus ouest du multiplex avec US 17; indiqué sortie 220 en direction est; pas d'entrée en direction est                                                                                      |
| Charleston                                             | Charleston       | 220,40 | 354,70 | 221B   | Meeting Street – Visitor Center, Centre-ville                        | Sortie en direction est seulement |
| Charleston                                             | Charleston       | 220,70 | 355,20 | —      | King Street                                                          | Sortie en direction est seulement |
| Charleston                                             | Charleston       | 220,70 | 355,20 | 221A   | US 17 sud – Savannah                                                 | Terminus est du multiplex avec US 17 |
| - Terminus de multiplex - Accès incomplet - Non-ouvert |                  |        |        |        |                                                                      | |

## Autoroutes reliées
- Interstate 126
- Interstate 526